# ثيلجنوم سينوكرام
ثيلجنوم سينوكرام (الاسم العلمي: Theligonum cynocrambe) هو نبات عُشبي سنوي عُصاري، تُغلق أوراقُه بشكل مُحكم مما يجعلها تُشبه نبات الملفوف، ويصل طولها إلى 4 بوصات وعرضها 12 بوصة. يمكن أن يُنتج أزهارًا من الذكور والإناث حيث يحتاج الى تربة جيدة التصريف لكي ينمو بشكل أفضل.
يتكون الجسم العصاري للبذور من جزء الغلاف الذي يظل ملتصقًا بقاعدة البذرة، حيث يأكل النمل الجسم العصاري ثم يترك البذور سليمة، وأحيانًا توكل البرعمة الصغيرة كنوع من الخضروات. ينمو ثيلجونوم في الموائل الصخرية والأرض الرملية والجدران القديمة وغالباً في الأماكن الرطبة والمظللة، وتنمو أزهاره من فبراير الى يونيو.

## روابط خارجية
- ثيلجونوم سينوكرامب
- النباتات الأحفورية في كاليثيا